# Potamoglanis
Potamoglanis es un género de peces Siluriformes de agua dulce compuesto por 4 especies de muy pequeño tamaño, las que habitan en aguas templado-cálidas y cálidas del centro y norte de Sudamérica. Integra la familia de los tricomictéridos, cuyos miembros son denominados comúnmente candirús o carneros.

## Taxonomía
Descripción original
Este género fue descrito originalmente en el año 2017 por los ictiólogos Elisabeth Henschel, José Leonardo O. Mattos, Axel M. Katz y Wilson José Eduardo Moreira da Costa.
Su especie tipo es Potamoglanis hasemani, la cual fue descrita originalmente en el año 1914 por el ictiólogo estadounidense —nacido en Alemania— Carl Henry Eigenmann.
Etimología
Etimológicamente, el término Potamoglanis es de género masculino y se construye con palabras del idioma griego, en donde: potamo significa ‘río’ (‘dioses de los ríos’ en la mitología griega) y glanis es la palabra para denominar al ‘bagre’.

## Caracterización y relaciones filogenéticas
Potamoglanis fue reconocido por análisis de inferencia bayesiana y máxima verosimilitud partiendo de un conjunto de datos moleculares que comprende los genes mitocondriales 12S y 16S y los genes nucleares H3, MYH6 y RAG2 (2983 pb), resultando que sus integrantes conforman un clado monofilético, hermano de los otros géneros de la subfamilia Tridentinae.
Potamoglanis puede ser diagnosticado mediante la combinación de 7 estados de carácter: un ángulo de 35 a 40 ° entre el eje longitudinal principal de la cabeza y el eje principal del autopalatino; forma tubular delgada del segundo ceratobranquial; presencia de 6 o 7 radios en la aleta anal; ojos colocados dorsalmente en la cabeza; parches de dentículos operculares e interoperculares no yuxtapuestos; ausencia de un proceso distal en la hiomandíbula y presencia de un proceso largo en la región anterior de la hiomandíbula.
Son peces de pequeño tamaño, alcanzando generalmente menos de 20 mm de longitud estándar.

## Subdivisión
Este género está integrado por 4 especies:
- Potamoglanis hasemani (Eigenmann, 1914)
- Potamoglanis johnsoni (Fowler, 1932)
- Potamoglanis anhanga (Dutra, Wosiacki, & de Pinna, 2012)
- Potamoglanis wapixana ( Henschel, 2016)

## Distribución geográfica y hábitat
De las 4 especies que componen este género, 3 (P. hasemani, P. anhanga y P. wapixana) se distribuyen en toda la cuenca del Amazonas; la cuarta (P. johnsoni) es endémica de la cuenca del Plata, específicamente de las hoyas hidrográficas del río Paraguay y del Paraná medio. Habitan en pequeños arroyos con bancos de arena, entre el lodo, la vegetación marginal y las raíces de plantas acuáticas.